# Drachtplantentuin
Drachtplantentuin is de benaming voor een tuin waarin het gehele jaar bloeiende bloemen staan, met uitzondering van de winter. Dit wordt gedaan door de tuin te voorzien van een combinatie van planten die vroeg in het voorjaar bloeien, zomerbloeiers en najaarsbloeiers.
Door de permanente aanwezigheid van boeiende drachtplanten is de tuin zeer aantrekkelijk voor allerlei insecten, waaronder solitaire bijen. Vele insecten hebben nectar en stuifmeel nodig. Nectar als energiebron en stuifmeel als eiwitrijk voedsel voor de larven.